# Malčice
Malčice (ungarisch Málca) ist eine Gemeinde im Osten der Slowakei mit 1485 Einwohnern (Stand 31. Dezember 2024), die zum Okres Michalovce, einem Teil des Košický kraj („Kaschauer Landschaftsverband“) gehört und in der traditionellen Landschaft Zemplín liegt.

## Geographie
Die Gemeinde befindet sich inmitten des Ostslowakischen Tieflands, an der westlichen Gemeindegrenze fließt südwärts die Ondava. Das Ortszentrum liegt auf einer Höhe von 120 m n.m. und ist 25 Kilometer von Michalovce entfernt.
Verwaltungstechnisch gliedert sich die Gemeinde Malčice in die Gemeindeteile Hradištská Moľva (seit 1967, bis 1949 Teil von Zemplínske Hradište) und Malčice.
Nachbargemeinden sind Markovce im Norden, Zemplínske Kopčany im Nordosten, Malé Raškovce im Osten, Veľké Raškovce im Südosten, sehr kurz Oborín und Petríkovce im Süden, kurz Sirník und Hraň im Südwesten und Zemplínske Hradište im Westen.

## Geschichte
Das Gemeindegebiet von Malčice wurde frühestens in der Altsteinzeit besiedelt.
Das Dorf selbst wurde zum ersten Mal 1274 als Malcha schriftlich erwähnt. Zugleich existierte hier eine kurz nach dem Mongolensturm entstandene Burg, die in der zweiten Hälfte des 15. Jahrhunderts abgerissen wurde. Nach 1461 kam es zu ständigem Wechsel der Gutsherren. Nach 1693 besaßen Angehörigen aus den Familien Básty, Orosz, Stépán, Szinnyey, Szent-Léleky, Balog, Both und Szentivány. 1787 zählte man 74 Häuser und 691 Einwohner und 1828 140 Häuser und 1049 Einwohner, die als Hirten und Fasshersteller beschäftigt waren. 1831 nahmen große Teile der Bevölkerung am Ostslowakischen Bauernaufstand teil. Am Anfang des 20. Jahrhunderts gab es eine Käserei sowie eine Dampfsäge.
Bis 1918/1919 gehörte der im Komitat Semplin liegende Ort zum Königreich Ungarn und kam danach zur Tschechoslowakei bzw. heute Slowakei.

## Bevölkerung
| Jahr                | 1994 | 2004    | 2014     | 2024    |
| ------------------- | ---- | ------- | -------- | ------- |
| Anzahl der Personen | 1235 | 1336    | 1501     | 1485    |
| Unterschied         |      | +8,17 % | +12,35 % | −1,06 % |

| Jahr                | 2023 | 2024    |
| ------------------- | ---- | ------- |
| Anzahl der Personen | 1464 | 1485    |
| Unterschied         |      | +1,43 % |

Nach der Volkszählung 2011 wohnten in Malčice 1477 Einwohner, davon 1155 Slowaken, 57 Roma, fünf Tschechen und je ein Magyare, Pole, Russine und Ukrainer; ein Einwohner gehörte anderer Ethnie an. 255 Einwohner machten diesbezüglich keine Angabe. 993 Einwohner bekannten sich zur römisch-katholischen Kirche, 81 Einwohner zur orthodoxen Kirche, 45 Einwohner zur griechisch-katholischen Kirche, 43 Einwohner zur reformierten Kirche, acht Einwohner zur Bahai-Religion, drei Einwohner zur evangelischen Kirche A. B., zwei Einwohner zur altkatholischen Kirche und ein Einwohner zur evangelistischen Kirche. 27 Einwohner waren konfessionslos und bei 274 Einwohnern wurde die Konfession nicht ermittelt.

## Bauwerke
- reformierte Kirche im klassizistischen Stil aus dem Jahr 1827
- römisch-katholische Kirche Maria von den Sieben Schmerzen im klassizistischen Stil aus dem Jahr 1848
- drei Landsitze rund um den Ort

## Persönlichkeiten
- János Komáromi (1890–1937), ungarischer Schriftsteller und Journalist